# Нове (Жамбильський район)
Но́ве (каз. Новое) — село у складі Жамбильського району Північноказахстанської області Казахстану. Входить до складу Кайранкольського сільського округу.
Населення — 58 осіб (2021; 199 у 2009, 254 у 1999, 336 у 1989).
Національний склад станом на 1989 рік:
- казахи — 66 %
- росіяни — 27 %.